# Seleções participantes da Copa das Confederações FIFA de 2013
Esta é a lista dos convocados para a Copa das Confederações FIFA de 2013 que aconteceu no Brasil de 15 a 30 de junho de 2013, como um prelúdio para a Copa do Mundo FIFA de 2014. Cada seleção foi constituída por 23 jogadores, três dos quais devem ser goleiros. O prazo final para envio da lista para a FIFA foi até 3 de junho de 2013. A substituição de jogadores lesionados foi permitida até 24 horas antes do primeiro jogo da equipe na competição.

## Grupo A

### Brasil
Técnico: Felipão
A escalação dos 23 jogadores foi anunciada em 14 de maio de 2013. A numeração oficial para a competição foi divulgada em 4 de junho.
| No. | Pos. | Jogador         | Idade                            | Jogos | Gols | Clube               |
| --- | ---- | --------------- | -------------------------------- | ----- | ---- | ------------------- |
| 1   | GR   | Jefferson       | 2 de janeiro de 1983 (42 anos)   | 7     | 0    | Botafogo            |
| 2   | D    | Daniel Alves    | 6 de maio de 1983 (41 anos)      | 62    | 5    | Barcelona           |
| 3   | D    | Thiago Silva () | 22 de setembro de 1984 (40 anos) | 32    | 1    | Paris Saint-Germain |
| 4   | D    | David Luiz      | 22 de abril de 1987 (37 anos)    | 21    | 0    | Chelsea             |
| 5   | M    | Fernando        | 3 de março de 1992 (33 anos)     | 4     | 0    | Grêmio              |
| 6   | D    | Marcelo         | 12 de maio de 1988 (36 anos)     | 18    | 4    | Real Madrid         |
| 7   | M    | Lucas           | 13 de agosto de 1992 (32 anos)   | 23    | 3    | Paris Saint-Germain |
| 8   | M    | Hernanes        | 29 de maio de 1985 (39 anos)     | 10    | 1    | Lazio               |
| 9   | A    | Fred            | 3 de outubro de 1983 (41 anos)   | 22    | 10   | Fluminense          |
| 10  | A    | Neymar          | 5 de fevereiro de 1992 (33 anos) | 32    | 20   | Barcelona           |
| 11  | M    | Oscar           | 9 de setembro de 1991 (33 anos)  | 15    | 6    | Chelsea             |
| 12  | GR   | Júlio César     | 3 de setembro de 1979 (45 anos)  | 67    | 0    | Queens Park Rangers |
| 13  | D    | Dante           | 18 de outubro de 1983 (41 anos)  | 2     | 0    | Bayern de Munique   |
| 14  | D    | Filipe Luís     | 9 de agosto de 1985 (39 anos)    | 3     | 0    | Atlético de Madrid  |
| 15  | M    | Jean            | 24 de junho de 1986 (38 anos)    | 5     | 0    | Fluminense          |
| 16  | D    | Réver           | 4 de janeiro de 1985 (40 anos)   | 8     | 1    | Atlético Mineiro    |
| 17  | M    | Luiz Gustavo    | 23 de julho de 1987 (37 anos)    | 3     | 0    | Bayern de Munique   |
| 18  | M    | Paulinho        | 25 de julho de 1988 (36 anos)    | 11    | 3    | Corinthians         |
| 19  | A    | Hulk            | 25 de julho de 1986 (38 anos)    | 20    | 6    | Zenit               |
| 20  | M    | Bernard         | 8 de setembro de 1992 (32 anos)  | 1     | 0    | Atlético Mineiro    |
| 21  | A    | Jô              | 20 de março de 1987 (38 anos)    | 3     | 1    | Atlético Mineiro    |
| 22  | GR   | Diego Cavalieri | 1 de dezembro de 1982 (42 anos)  | 2     | 0    | Fluminense          |
| 23  | M    | Jádson          | 5 de outubro de 1983 (41 anos)   | 7     | 1    | São Paulo           |

### Japão
Técnico:  Alberto Zaccheroni
Zaccheroni anunciou sua convocação em 5 de junho de 2013.
| No. | Pos. | Jogador           | Idade                            | Jogos | Gols | Clube               |
| --- | ---- | ----------------- | -------------------------------- | ----- | ---- | ------------------- |
| 1   | GR   | Eiji Kawashima    | 20 de março de 1983 (42 anos)    | 44    | 0    | Standard Liège      |
| 2   | D    | Masahiko Inoha    | 28 de agosto de 1985 (39 anos)   | 18    | 1    | Júbilo Iwata        |
| 3   | D    | Gōtoku Sakai      | 14 de março de 1991 (34 anos)    | 5     | 0    | Stuttgart           |
| 4   | M    | Keisuke Honda     | 13 de junho de 1986 (38 anos)    | 42    | 14   | CSKA Moscou         |
| 5   | D    | Yuto Nagatomo     | 12 de setembro de 1986 (38 anos) | 57    | 3    | Internazionale      |
| 6   | D    | Atsuto Uchida     | 27 de março de 1988 (36 anos)    | 57    | 1    | Schalke 04          |
| 7   | M    | Yasuhito Endō     | 28 de janeiro de 1980 (45 anos)  | 129   | 10   | Gamba Osaka         |
| 8   | A    | Hiroshi Kiyotake  | 12 de novembro de 1989 (35 anos) | 16    | 1    | Nuremberg           |
| 9   | A    | Shinji Okazaki    | 16 de abril de 1986 (38 anos)    | 62    | 32   | Stuttgart           |
| 10  | A    | Shinji Kagawa     | 17 de março de 1989 (36 anos)    | 42    | 13   | Manchester United   |
| 11  | A    | Mike Havenaar     | 20 de maio de 1987 (37 anos)     | 13    | 4    | Vitesse             |
| 12  | GR   | Shusaku Nishikawa | 18 de junho de 1986 (38 anos)    | 8     | 0    | Sanfrecce Hiroshima |
| 13  | M    | Hajime Hosogai    | 10 de junho de 1986 (38 anos)    | 20    | 1    | Bayer Leverkusen    |
| 14  | M    | Kengo Nakamura    | 31 de outubro de 1980 (44 anos)  | 65    | 6    | Kawasaki Frontale   |
| 15  | D    | Yasuyuki Konno    | 25 de janeiro de 1983 (42 anos)  | 67    | 1    | Gamba Osaka         |
| 16  | D    | Yuzo Kurihara     | 18 de setembro de 1983 (41 anos) | 16    | 2    | Yokohama F. Marinos |
| 17  | M    | Makoto Hasebe ()  | 18 de janeiro de 1984 (41 anos)  | 68    | 2    | Wolfsburg           |
| 18  | A    | Ryōichi Maeda     | 9 de outubro de 1981 (43 anos)   | 29    | 10   | Júbilo Iwata        |
| 19  | A    | Takashi Inui      | 2 de junho de 1988 (36 anos)     | 10    | 0    | Eintracht Frankfurt |
| 20  | M    | Hideto Takahashi  | 17 de outubro de 1987 (37 anos)  | 4     | 0    | FC Tokyo            |
| 21  | D    | Hiroki Sakai      | 12 de abril de 1990 (34 anos)    | 7     | 0    | Hannover 96         |
| 22  | D    | Maya Yoshida      | 24 de agosto de 1988 (36 anos)   | 27    | 2    | Southampton         |
| 23  | GR   | Shūichi Gonda     | 3 de março de 1989 (36 anos)     | 1     | 0    | FC Tokyo            |

### México
Técnico: José Manuel de la Torre
José Manuel de la Torre divulgou a lista de convocados em 20 de maio de 2013.
| No. | Pos. | Jogador                       | Idade                             | Jogos | Gols | Clube             |
| --- | ---- | ----------------------------- | --------------------------------- | ----- | ---- | ----------------- |
| 1   | GR   | Guillermo Ochoa               | 13 de julho de 1985 (39 anos)     | 52    | 0    | Ajaccio           |
| 2   | D    | Francisco Javier Rodríguez () | 20 de outubro de 1981 (43 anos)   | 79    | 1    | América           |
| 3   | D    | Carlos Salcido                | 2 de abril de 1980 (44 anos)      | 109   | 10   | Tigres            |
| 4   | D    | Diego Reyes                   | 19 de setembro de 1992 (32 anos)  | 4     | 0    | Porto             |
| 5   | M    | Jesús Molina                  | 29 de março de 1988 (36 anos)     | 7     | 0    | América           |
| 6   | M    | Gerardo Torrado               | 30 de abril de 1979 (45 anos)     | 138   | 6    | Cruz Azul         |
| 7   | M    | Pablo Barrera                 | 21 de junho de 1987 (37 anos)     | 52    | 6    | Cruz Azul         |
| 8   | M    | Ángel Reyna                   | 19 de setembro de 1984 (40 anos)  | 20    | 1    | Pachuca           |
| 9   | A    | Aldo de Nigris                | 22 de julho de 1983 (41 anos)     | 21    | 8    | Monterrey         |
| 10  | A    | Giovani dos Santos            | 11 de maio de 1989 (35 anos)      | 62    | 14   | Mallorca          |
| 11  | M    | Javier Aquino                 | 11 de fevereiro de 1990 (35 anos) | 14    | 0    | Villarreal        |
| 12  | GR   | José de Jesús Corona          | 26 de janeiro de 1981 (44 anos)   | 22    | 0    | Cruz Azul         |
| 13  | D    | Severo Meza                   | 9 de julho de 1986 (38 anos)      | 11    | 0    | Monterrey         |
| 14  | A    | Javier Hernández              | 1 de junho de 1988 (36 anos)      | 46    | 30   | Manchester United |
| 15  | D    | Héctor Moreno                 | 17 de janeiro de 1988 (37 anos)   | 41    | 1    | Espanyol          |
| 16  | M    | Héctor Herrera                | 19 de abril de 1990 (34 anos)     | 5     | 0    | Pachuca           |
| 17  | M    | Jesús Eduardo Zavala          | 21 de julho de 1987 (37 anos)     | 18    | 2    | Monterrey         |
| 18  | M    | Andrés Guardado               | 28 de setembro de 1986 (38 anos)  | 90    | 14   | Valencia          |
| 19  | A    | Raúl Jiménez                  | 5 de maio de 1991 (33 anos)       | 3     | 0    | América           |
| 20  | D    | Jorge Torres Nilo             | 16 de janeiro de 1988 (37 anos)   | 32    | 1    | Tigres            |
| 21  | D    | Hiram Mier                    | 25 de agosto de 1989 (35 anos)    | 4     | 0    | Monterrey         |
| 22  | D    | Gerardo Flores                | 5 de fevereiro de 1986 (39 anos)  | 1     | 0    | Cruz Azul         |
| 23  | GR   | Alfredo Talavera              | 18 de setembro de 1982 (42 anos)  | 11    | 0    | Toluca            |

### Itália
Técnico: Cesare Prandelli
Prandelli divulgou a lista de convocados em 3 de junho de 2013.
| No. | Pos. | Jogador              | Idade                             | Jogos | Gols | Clube               |
| --- | ---- | -------------------- | --------------------------------- | ----- | ---- | ------------------- |
| 1   | GR   | Gianluigi Buffon ()  | 28 de janeiro de 1978 (47 anos)   | 126   | 0    | Juventus            |
| 2   | D    | Christian Maggio     | 11 de fevereiro de 1982 (43 anos) | 23    | 0    | Napoli              |
| 3   | D    | Giorgio Chiellini    | 14 de agosto de 1984 (40 anos)    | 57    | 2    | Juventus            |
| 4   | D    | Davide Astori        | 7 de janeiro de 1987 (38 anos)    | 3     | 0    | Cagliari            |
| 5   | D    | Mattia De Sciglio    | 20 de outubro de 1992 (32 anos)   | 2     | 0    | Milan               |
| 6   | M    | Antonio Candreva     | 28 de fevereiro de 1987 (38 anos) | 7     | 0    | Lazio               |
| 7   | M    | Alberto Aquilani     | 7 de julho de 1984 (40 anos)      | 22    | 3    | Fiorentina          |
| 8   | M    | Claudio Marchisio    | 19 de janeiro de 1986 (39 anos)   | 32    | 1    | Juventus            |
| 9   | A    | Mario Balotelli      | 12 de agosto de 1990 (34 anos)    | 19    | 8    | Milan               |
| 10  | A    | Sebastian Giovinco   | 26 de janeiro de 1987 (38 anos)   | 14    | 0    | Juventus            |
| 11  | A    | Alberto Gilardino    | 7 de maio de 1982 (42 anos)       | 50    | 17   | Bologna             |
| 12  | GR   | Salvatore Sirigu     | 12 de janeiro de 1987 (38 anos)   | 4     | 0    | Paris Saint-Germain |
| 13  | GR   | Federico Marchetti   | 7 de fevereiro de 1983 (42 anos)  | 8     | 0    | Lazio               |
| 14  | A    | Stephan El Shaarawy  | 27 de outubro de 1992 (32 anos)   | 6     | 1    | Milan               |
| 15  | D    | Andrea Barzagli      | 8 de maio de 1981 (43 anos)       | 41    | 0    | Juventus            |
| 16  | M    | Daniele De Rossi     | 24 de julho de 1983 (41 anos)     | 84    | 14   | Roma                |
| 17  | M    | Alessio Cerci        | 23 de julho de 1987 (37 anos)     | 2     | 0    | Torino              |
| 18  | M    | Riccardo Montolivo   | 18 de janeiro de 1985 (40 anos)   | 43    | 2    | Milan               |
| 19  | D    | Leonardo Bonucci     | 1 de maio de 1987 (37 anos)       | 26    | 2    | Juventus            |
| 20  | D    | Ignazio Abate        | 12 de novembro de 1986 (38 anos)  | 9     | 0    | Milan               |
| 21  | M    | Andrea Pirlo         | 19 de maio de 1979 (45 anos)      | 97    | 11   | Juventus            |
| 22  | M    | Emanuele Giaccherini | 5 de maio de 1985 (39 anos)       | 8     | 0    | Juventus            |
| 23  | M    | Alessandro Diamanti  | 2 de maio de 1983 (41 anos)       | 11    | 0    | Bologna             |

## Grupo B

### Espanha
Técnico: Vicente del Bosque
Del Bosque anunciou sua convocação em 2 de junho de 2013.
| No. | Pos. | Jogador           | Idade                             | Jogos | Gols | Clube             |
| --- | ---- | ----------------- | --------------------------------- | ----- | ---- | ----------------- |
| 1   | GR   | Iker Casillas ()  | 20 de maio de 1981 (43 anos)      | 143   | 0    | Real Madrid       |
| 2   | D    | Raúl Albiol       | 4 de setembro de 1985 (39 anos)   | 38    | 0    | Real Madrid       |
| 3   | D    | Gerard Piqué      | 2 de fevereiro de 1987 (38 anos)  | 51    | 4    | Barcelona         |
| 4   | M    | Javi Martínez     | 2 de setembro de 1988 (36 anos)   | 9     | 0    | Bayern de Munique |
| 5   | D    | César Azpilicueta | 28 de agosto de 1989 (35 anos)    | 1     | 0    | Chelsea           |
| 6   | M    | Andrés Iniesta    | 11 de maio de 1984 (40 anos)      | 80    | 11   | Barcelona         |
| 7   | A    | David Villa       | 3 de dezembro de 1981 (43 anos)   | 88    | 53   | Barcelona         |
| 8   | M    | Xavi              | 25 de janeiro de 1980 (45 anos)   | 120   | 12   | Barcelona         |
| 9   | A    | Fernando Torres   | 20 de março de 1984 (41 anos)     | 101   | 31   | Chelsea           |
| 10  | M    | Cesc Fàbregas     | 4 de maio de 1987 (37 anos)       | 78    | 12   | Barcelona         |
| 11  | A    | Pedro Rodríguez   | 28 de julho de 1987 (37 anos)     | 26    | 12   | Barcelona         |
| 12  | GR   | Víctor Valdés     | 14 de janeiro de 1982 (43 anos)   | 13    | 0    | Barcelona         |
| 13  | M    | Juan Mata         | 28 de abril de 1988 (36 anos)     | 23    | 6    | Chelsea           |
| 14  | A    | Roberto Soldado   | 27 de maio de 1985 (39 anos)      | 7     | 4    | Valencia          |
| 15  | D    | Sergio Ramos      | 30 de março de 1986 (38 anos)     | 101   | 9    | Real Madrid       |
| 16  | M    | Sergio Busquets   | 16 de julho de 1988 (36 anos)     | 54    | 0    | Barcelona         |
| 17  | D    | Álvaro Arbeloa    | 17 de janeiro de 1983 (42 anos)   | 47    | 0    | Real Madrid       |
| 18  | D    | Jordi Alba        | 21 de março de 1989 (36 anos)     | 17    | 2    | Barcelona         |
| 19  | D    | Nacho Monreal     | 26 de fevereiro de 1986 (39 anos) | 11    | 0    | Arsenal           |
| 20  | M    | Santi Cazorla     | 13 de dezembro de 1984 (40 anos)  | 52    | 8    | Arsenal           |
| 21  | M    | David Silva       | 8 de janeiro de 1986 (39 anos)    | 70    | 18   | Manchester City   |
| 22  | M    | Jesús Navas       | 21 de novembro de 1985 (39 anos)  | 23    | 2    | Manchester City   |
| 23  | GR   | Pepe Reina        | 31 de agosto de 1982 (42 anos)    | 26    | 0    | Liverpool         |

### Uruguai
Técnico: Óscar Tabárez
Tabárez divulgou a lista de convocados em 5 de junho de 2013.
| No. | Pos. | Jogador             | Idade                             | Jogos | Gols | Clube              |
| --- | ---- | ------------------- | --------------------------------- | ----- | ---- | ------------------ |
| 1   | GR   | Fernando Muslera    | 16 de junho de 1986 (38 anos)     | 44    | 0    | Galatasaray        |
| 2   | D    | Diego Lugano ()     | 2 de novembro de 1980 (44 anos)   | 79    | 8    | Málaga             |
| 3   | D    | Diego Godín         | 16 de fevereiro de 1986 (39 anos) | 64    | 3    | Atlético de Madrid |
| 4   | D    | Sebastián Coates    | 7 de outubro de 1990 (34 anos)    | 9     | 1    | Liverpool          |
| 5   | M    | Walter Gargano      | 27 de julho de 1984 (40 anos)     | 50    | 1    | Internazionale     |
| 6   | A    | Abel Hernández      | 8 de agosto de 1990 (34 anos)     | 8     | 3    | Palermo            |
| 7   | M    | Cristian Rodríguez  | 30 de setembro de 1985 (39 anos)  | 57    | 6    | Atlético de Madrid |
| 8   | M    | Sebastián Eguren    | 8 de janeiro de 1981 (44 anos)    | 50    | 7    | Libertad           |
| 9   | A    | Luis Suárez         | 24 de janeiro de 1987 (38 anos)   | 63    | 31   | Liverpool          |
| 10  | A    | Diego Forlán        | 19 de maio de 1979 (45 anos)      | 96    | 33   | Internacional      |
| 11  | M    | Álvaro Pereira      | 28 de novembro de 1985 (39 anos)  | 47    | 5    | Internazionale     |
| 12  | GR   | Juan Castillo       | 17 de abril de 1978 (46 anos)     | 13    | 0    | Danubio            |
| 13  | D    | Matías Aguirregaray | 1 de abril de 1989 (35 anos)      | 3     | 0    | Peñarol            |
| 14  | M    | Nicolás Lodeiro     | 21 de março de 1989 (36 anos)     | 17    | 1    | Botafogo           |
| 15  | M    | Diego Pérez         | 18 de maio de 1980 (44 anos)      | 82    | 1    | Bologna            |
| 16  | D    | Maxi Pereira        | 8 de junho de 1984 (40 anos)      | 74    | 2    | Benfica            |
| 17  | M    | Egidio Arévalo Ríos | 27 de setembro de 1982 (42 anos)  | 42    | 0    | Palermo            |
| 18  | M    | Gastón Ramírez      | 2 de dezembro de 1990 (34 anos)   | 16    | 0    | Southampton        |
| 19  | D    | Andrés Scotti       | 14 de dezembro de 1975 (49 anos)  | 37    | 1    | Nacional           |
| 20  | M    | Álvaro González     | 29 de outubro de 1984 (40 anos)   | 33    | 1    | Lazio              |
| 21  | A    | Edinson Cavani      | 14 de fevereiro de 1987 (38 anos) | 48    | 13   | Napoli             |
| 22  | D    | Martín Cáceres      | 7 de abril de 1987 (37 anos)      | 45    | 1    | Juventus           |
| 23  | GR   | Martín Silva        | 25 de março de 1983 (41 anos)     | 1     | 0    | Olimpia            |

### Nigéria
Técnico: Stephen Keshi
Keshi anunciou a sua convocação em 7 de junho de 2013.
| No. | Pos. | Jogador            | Idade                            | Jogos | Gols | Clube                |
| --- | ---- | ------------------ | -------------------------------- | ----- | ---- | -------------------- |
| 1   | GR   | Vincent Enyeama () | 29 de agosto de 1982 (42 anos)   | 78    | 0    | Maccabi Tel Aviv     |
| 2   | D    | Godfrey Oboabona   | 16 de agosto de 1990 (34 anos)   | 19    | 0    | Sunshine Stars       |
| 3   | D    | Elderson Echiéjilé | 20 de janeiro de 1988 (37 anos)  | 27    | 1    | Braga                |
| 4   | M    | John Ugochukwu     | 20 de abril de 1988 (36 anos)    | 1     | 0    | Académica de Coimbra |
| 5   | D    | Efe Ambrose        | 18 de outubro de 1988 (36 anos)  | 22    | 1    | Celtic               |
| 6   | D    | Azubuike Egwuekwe  | 28 de novembro de 1988 (36 anos) | 12    | 0    | Warri Wolves         |
| 7   | M    | Ahmed Musa         | 14 de outubro de 1992 (32 anos)  | 26    | 4    | CSKA Moscou          |
| 8   | A    | Ideye Brown        | 10 de outubro de 1988 (36 anos)  | 14    | 2    | Dynamo Kyiv          |
| 9   | A    | Joseph Akpala      | 24 de agosto de 1986 (38 anos)   | 5     | 1    | Werder Bremen        |
| 10  | M    | Mikel John Obi     | 22 de abril de 1987 (37 anos)    | 46    | 3    | Chelsea              |
| 11  | A    | Mohammed Gambo     | 10 de março de 1988 (37 anos)    | 0     | 0    | Kano Pillars         |
| 12  | D    | Solomon Kwambe     | 30 de setembro de 1993 (31 anos) | 3     | 0    | Sunshine Stars       |
| 13  | M    | Fegor Ogude        | 29 de julho de 1987 (37 anos)    | 11    | 0    | Vålerenga            |
| 14  | A    | Anthony Ujah       | 14 de outubro de 1990 (34 anos)  | 0     | 0    | Köln                 |
| 15  | M    | Michel Babatunde   | 24 de dezembro de 1992 (32 anos) | 0     | 0    | Kryvbas Kryvyi       |
| 16  | GR   | Austin Ejide       | 8 de abril de 1984 (40 anos)     | 24    | 0    | Hapoel Be'er Sheva   |
| 17  | M    | Ogenyi Onazi       | 25 de dezembro de 1992 (32 anos) | 9     | 1    | Lazio                |
| 18  | M    | Emeka Eze          | 22 de dezembro de 1992 (32 anos) | 0     | 0    | Enugu Rangers        |
| 19  | M    | Sunday Mba         | 28 de novembro de 1988 (36 anos) | 11    | 5    | Enugu Rangers        |
| 20  | M    | Nnamdi Oduamadi    | 17 de outubro de 1990 (34 anos)  | 2     | 1    | Varese               |
| 21  | D    | Francis Benjamin   | 2 de janeiro de 1993 (32 anos)   | 0     | 0    | Heartland            |
| 22  | D    | Kenneth Omeruo     | 17 de outubro de 1993 (31 anos)  | 8     | 0    | ADO Den Haag         |
| 23  | GR   | Chigozie Agbim     | 28 de novembro de 1984 (40 anos) | 5     | 0    | Enugu Rangers        |

### Taiti
Técnico: Eddy Etaeta

Etaeta anunciou a sua convocação em 24 de maio de 2013.